# NGC 547
NGC 547 este o galaxie eliptică situată în constelația Balena. A fost descoperită în 1 octombrie 1785 de către William Herschel.